# Komet Ashbrook-Jackson
Komet Ashbrook-Jackson  (uradna oznaka je 47P/Ashbrook-Jackson ) je periodični komet z obhodno dobo okoli 8,3 let. Pripada Jupitrovi družini kometov.

## Odkritje
Komet sta odkrila 26. avgusta 1948 ameriški astronom Joseph Ashbrook (1918 – 1980) in južnoafriški astronom Cyril V. Jackson (1903 – 1988). 

## Lastnosti
Premer jedra kometa je 5,6 km .